# 소라치 종합진흥국

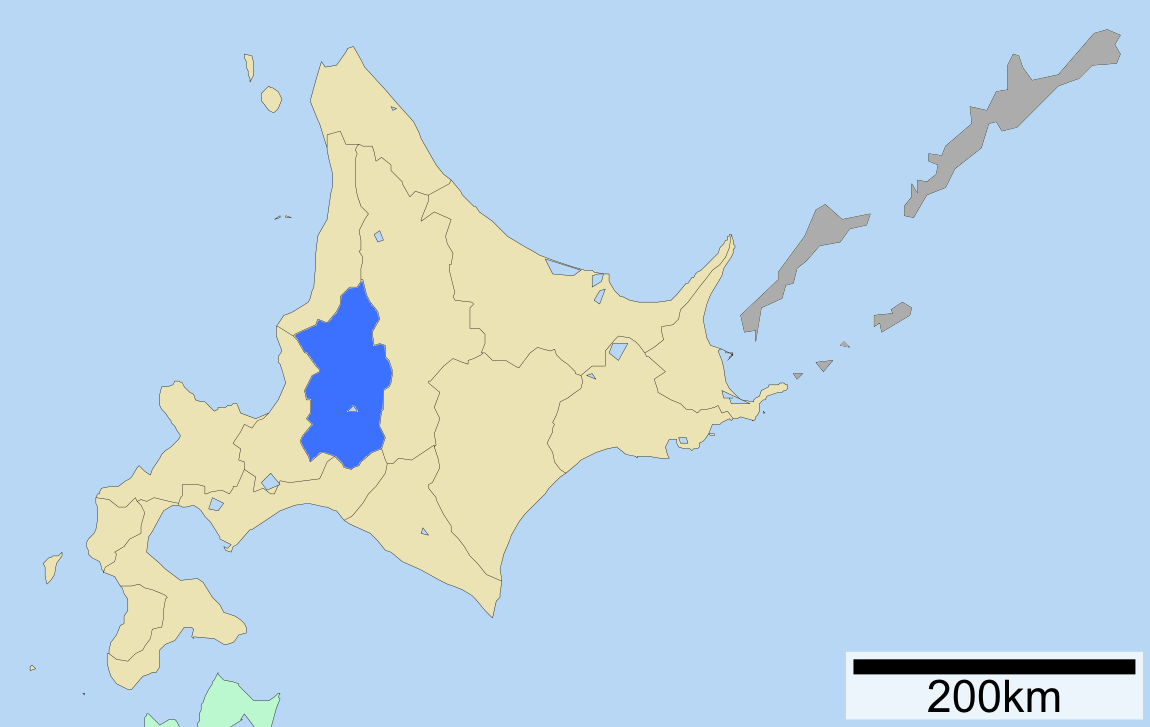

소라치 종합진흥국(일본어: 空知総合振興局 소라치소고신코쿄쿠[*])은 2010년 4월 1일에 홋카이도의 소라치 지청 대신 설치된 종합 진흥국이다. 진흥국 소재지는 이와미자와시이다.

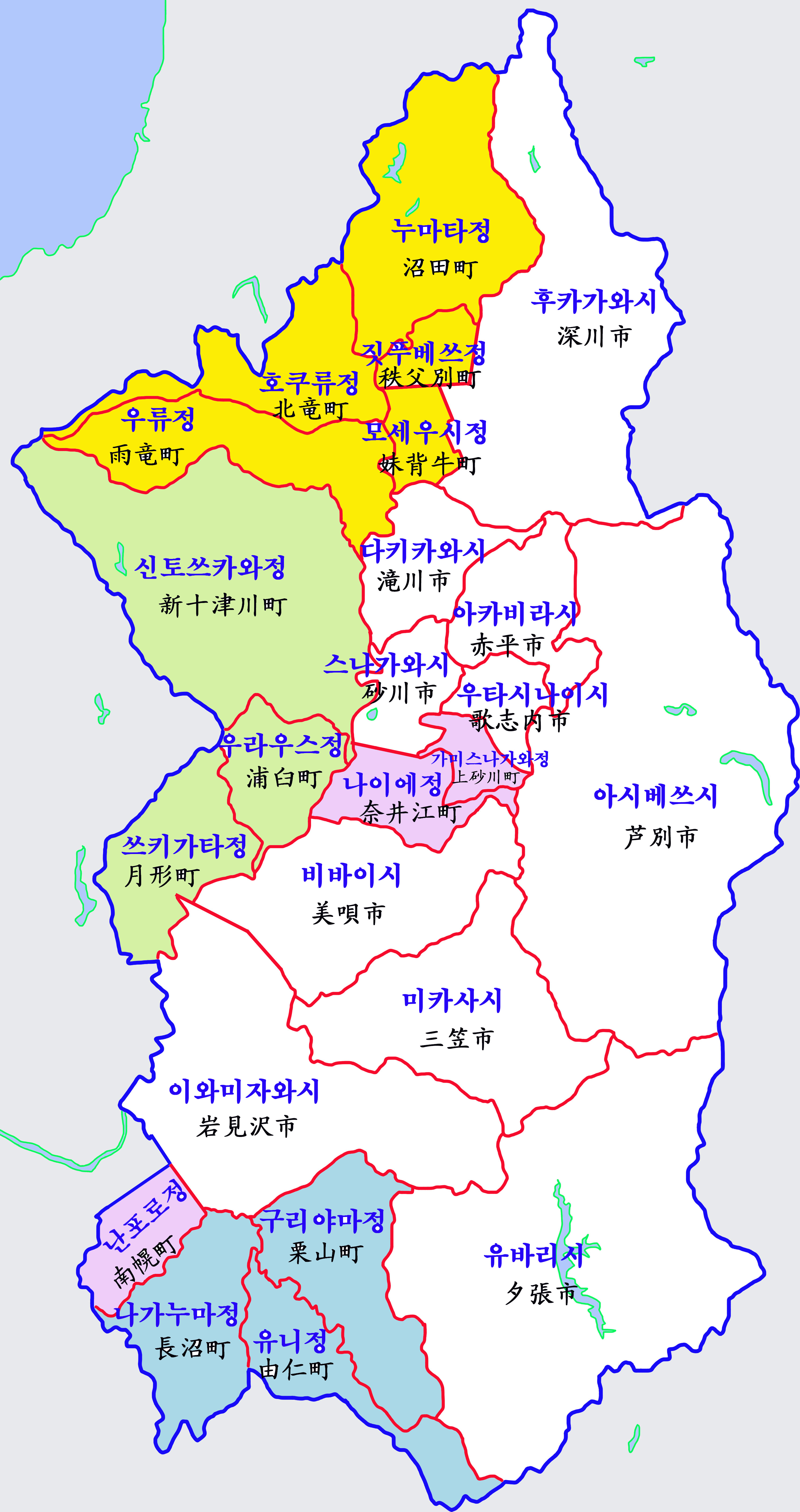

## 행정구역
- 유바리시(夕張市)
- 이와미자와시(岩見沢市)
- 비바이시(美唄市)
- 아시베쓰시(芦別市)
- 아카비라시(赤平市)
- 미카사시(三笠市)
- 다키카와시(滝川市)
- 스나가와시(砂川市)
- 우타시나이시(歌志内市)
- 후카가와시(深川市)
- 소라치군(空知郡)
  - 난포로정(南幌町) - 나이에정(奈井江町) - 가미스나가와정(上砂川町)
- 유바리군(夕張郡)
  - 유니정(由仁町) - 나가누마정(長沼町) - 구리야마정(栗山町)
- 가바토군(樺戸郡)
  - 쓰키가타정(月形町) - 우라우스정(浦臼町) - 신토쓰카와정(新十津川町)
- 우류군(雨竜郡)
  - 모세우시정(妹背牛町) - 짓푸베쓰정(秩父別町) - 우류정(雨竜町) - 호쿠류정(北竜町) - 누마타정(沼田町)